# Bernhard Rust
Bernhard Rust (født 30. september 1883, død 8. maj 1945) var en tysk nazistisk minister for videnskab, uddannelse og kultur.
Han blev født i Tyskland og kæmpede under Første Verdenskrig, i hæren.
Han blev medlem af NSDAP i 1922. Han arbejdede som skolelærer, men han mistede sit job i 1930. Han blev valgt til det tyske parlament senere samme år. I 1934 blev han undervisningsminister under Hitlers regering.
Rust begik selvmord, da det stod klart, at Nazi-Tyskland havde tabt krigen.